# Lipidprofil
Lipidprofil eller lipidpanel är en rad blodprover som mäter nivån av blodfetter (lipider i blodet), så som kolesterol och triglycerider.
Mätvärdena kan användas vid diagnostik av hyperlipidemi. Höga nivåer av LDL kan leda till ateroskleros. Resultaten kan identifiera vissa genetiska sjukdomar och fastställa ungefärliga risker för hjärt-kärlsjukdomar, vissa former av pankreatit och andra sjukdomar. 
Lipidprofiler beställs vanligtvis som en del av en fysisk undersökning, tillsammans med andra profiler som det fullständiga blodvärdet (CBC) och den grundläggande metaboliska profilen (BMP). 

## Komponenter
En lipidprofilrapport innehåller vanligtvis:
- Lågdensitetslipoprotein (LDL)
- High-density lipoprotein (HDL)
- Totalt antal triglycerider
- Totalt kolesterol

LDL mäts vanligtvis inte enskilt, utan beräknas från de andra tre med hjälp av Friedewald-ekvationen. Ett laboratorium kan valfritt beräkna de två extra värdena från rapporten:
- Mycket lågdensitetslipoprotein (VLDL)
- Kolesterol:HDL-förhållande

## Tillvägagångssätt och indikation
Rekommendationer för kolesteroltestning kommer från riktlinjerna för Adult Treatment Panel (ATP) III, och är baserade på många stora kliniska studier, som till exempel Framingham Heart Study.
För friska vuxna utan kardiovaskulära riskfaktorer rekommenderar ATP III-riktlinjerna screening en gång vart femte år. En lipidprofil kan också beställas med jämna mellanrum för att utvärdera framgången med lipidsänkande läkemedel som statiner.
I den pediatriska och ungdomspopulationen utförs inte lipidtestning rutinmässigt. American Academy of Pediatrics och National Heart, Lung and Blood Institute (NHLBI) rekommenderar dock att barn i åldern 9–11 undersöks en gång för allvarliga kolesterolavvikelser. Denna screening kan vara värdefull för att upptäcka genetiska sjukdomar som familjär hyperkolesterolemi som kan vara dödlig om den inte behandlas tidigt.
Traditionellt har de flesta laboratorier krävt att patienterna ska fasta i 9–12 timmar innan screening. Studier har dock ifrågasatt nyttan av att fasta före lipidpaneler, och vissa diagnostiska laboratorier accepterar rutinmässigt prover från icke-fastande.

## Metoder

### Friedewald
Vanligtvis mäter laboratoriet endast tre kvantiteter: totalt kolesterol, HDL, triglycerider. En typisk procedur som används av NHANES 2004 använder följande mätmetoder:
- Totalt kolesterol mäts med en blandning av enzymer. Först omvandlar ett esteras kolesterolestrar till kolesterol och fri fettsyra. Sedan oxiderar ett oxidas kolesterolet och producerar en H2O2-biprodukt som ändrar färgen på ett färgämne. Mängden oxidation kan kvantifieras exakt genom ljusabsorbans vid 500 nm.[10]

- Triglyceridkoncentrationen mäts också med hjälp av en enzymblandning. Ett lipas frisätter glycerol från molekylerna, som oxideras av ett annat enzym samtidigt som det producerar H2O2. Samma färgförändring följer.[10]

- HDL mäts i två steg. Först tillsätts ett speciellt reagens till serumet som binder apoB-innehållande lipoproteinpartiklar och skyddar dem från enzymerna i nästa steg. Därefter tillsätts en blandning av PEGylerade enzymer med färgämne. Den kemiska reaktionen är densamma som den totala kolesterolmätningen, förutom att enzymerna blockeras från att verka på icke-HDL-lipoproteiner av reagenset och deras egna PEG-svansar.[10]

Från dessa tre data kan LDL beräknas. Enligt Friedewalds ekvation:
- [LDL] =  [Total kolesterol] − [HDL] − [triglycerider]/5

Andra beräkningar av LDL från samma tre data har föreslagits som ger några signifikant olika resultat.
VLDL kan definieras som det totala kolesterolet som varken är HDL eller LDL. Med den definitionen ger Friedewalds ekvation:
- [VLDL]  =  [triglycerider]/5

De alternativa beräkningarna som nämns ovan kan ge väsentligt olika värden för VLDL.
Friedewaldmetoden är tämligen tillförlitlig för majoriteten av patienterna, men är särskilt inexakt hos patienter med hypertriglyceridemi (> 400 mg/dL eller 4,5 mmol/L). Det underskattar också LDL-C hos patienter med lågt LDL-C (< 25 mg/dL eller 0,6 mmol/L). Det tar inte hänsyn till lipoprotein med medeldensitet.
En "Martin/Hopkins"-variation som tar in hur triglycerider-till-VLDL-förhållandet tenderar att variera med andra parametrar verkar mer tillförlitlig och korrekt.

### Allt direkt
Varje del av lipidpanelen kan mätas direkt med ultracentrifugering, vilket är huvudstandarden. Denna typ av mätning innebär inga fel från uppskattning och kan även mäta nivåer av IDL-C och Lp(a)-C. Hel direktmätning är dock dyrare.
Laboratorier kan också använda patentskyddade tester för "direkt kemisk LDL-C" som inte kräver någon föregående separation genom centrifugering. Dessa tester är ännu inte standardiserade i USA och Europa och saknar validering. En specifik version av testet verkar dock populär i Japan. Ett antal andra metoder för bestämning av LDL-C har använts tidigare eller har föreslagits för framtida användning.